# Ruben Chamorro
Pour les articles homonymes, voir Chamorro (homonymie).
Ruben Chamorro est un vice-amiral argentin (1925-1986) qui dirigea l'École de la Marine argentine de 1976 à 1979. Il était accusé d'en avoir fait un centre de détention où se pratiquait la torture contre de nombreux sympathisants gauchistes, et dont plusieurs dizaines n'en revinrent jamais. Au moment de son décès, il était emprisonné depuis février 1984.